# Beşiktaş Jimnastik Kulübü 2023-2024 (pallacanestro maschile)
Questa voce raccoglie le informazioni riguardanti la sezione cestistica del Beşiktaş Jimnastik Kulübü nelle competizioni ufficiali della stagione 2023-2024.

## Stagione
La stagione 2023-2024 del Beşiktaş Jimnastik Kulübü è la 57ª nel massimo campionato turco di pallacanestro, la Basketbol Süper Ligi.

## Roster
Aggiornato al 18 marzo 2024.
| Beşiktaş Emlakjet 2023-24 | Beşiktaş Emlakjet 2023-24 |
| Giocatori                 | Staff tecnico             |
| ------------------------- | ------------------------- |

| N. | Naz.                                           | Ruolo | Nome             | Anno | Alt.   | Peso   |  |
| -- | ---------------------------------------------- | ----- | ---------------- | ---- | ------ | ------ |  |
| 0  | Stati Uniti (bandiera)                         | G     | Jonah Mathews    | 1998 | 190 cm | 85 kg  |  |
| 1  | Stati Uniti (bandiera)                         | A     | Leyton Hammonds  | 1994 | 203 cm | 98 kg  |  |
| 3  | Turchia (bandiera)                             | P     | Yağız Aksu       | 2006 | 192 cm | 95 kg  |  |
| 4  | Stati Uniti (bandiera)                         | G     | Kyle Allman      | 1997 | 191 cm | 83 kg  |  |
| 5  | Stati Uniti (bandiera) · Montenegro (bandiera) | P     | Derek Needham    | 1990 | 180 cm | 75 kg  |  |
| 6  | Turchia (bandiera)                             | P     | Berk Uğurlu      | 1996 | 191 cm | 85 kg  |  |
| 7  | Turchia (bandiera)                             | G     | Yiğit Arslan (C) | 1996 | 194 cm | 89 kg  |  |
| 10 | Turchia (bandiera)                             | AG    | Berkan Durmaz    | 1997 | 206 cm | 97 kg  |  |
| 11 | Stati Uniti (bandiera)                         | AP    | Matt Mitchell    | 1999 | 198 cm | 100 kg |  |
| 18 | Turchia (bandiera)                             | AP    | Egehan Arna      | 1997 | 203 cm | 95 kg  |  |
| 19 | Montenegro (bandiera)                          | C     | Marko Simonović  | 1999 | 211 cm | 100 kg |  |
| 20 | Turchia (bandiera)                             | AG    | Kerem Konan      | 2004 | 207 cm | 97 kg  |  |
| 21 | Turchia (bandiera)                             | C     | Samet Yiğitoğlu  | 2004 | 216 cm | 96 kg  |  |
| 22 | Turchia (bandiera)                             | G     | Ata Özbek        | 2005 | 193 cm |        |  |
| 24 | Turchia (bandiera)                             | C     | Eren Karakaya    | 2006 | 207 cm |        |  |
| 28 | Turchia (bandiera)                             | P     | Eren Erdoğan     | 2006 | 186 cm |        |  |
| 31 | Rep. Dominicana (bandiera)                     | C     | Ángel Delgado    | 1994 | 208 cm | 105 kg |  |

| Allenatore                                                                                                 |
| - Dušan Alimpijević                                                                                        |
| Assistente/i                                                                                               |
| - Buğra Bayazıt - Dmytro Boldaev - Sinan Çelik Legenda - (C) Capitano - (IN) Inattivo - Infortunato Roster |

## Mercato

### Sessione estiva
| Acquisti | Acquisti        | Acquisti          | Acquisti      | Acquisti |
| R.a      | Nome            | da                | Modalità      |          |
| -------- | --------------- | ----------------- | ------------- | -------- |
| P        | Berk Uğurlu     | Tofaş Bursa       | svincolato    |          |
| P        | Derek Needham   | Bursaspor         | svincolato    |          |
| G        | Yiğit Arslan    | Bahçeşehir Koleji | svincolato    |          |
| G        | Jonah Mathews   | ASVEL             | svincolato    |          |
| AP       | Egehan Arna     | Anadolu Efes      | svincolato    |          |
| AP       | Matt Mitchell   | Strasburgo        | svincolato    |          |
| A        | Leyton Hammonds | Gaziantep BŞB     | svincolato    |          |
| AG       | Berkan Durmaz   | Karşıyaka         | svincolato    |          |
| C        | Ángel Delgado   | Karşıyaka         | svincolato    |          |
| C        | Furkan Haltalı  | Anadolu Efes      | fine prestito |          |

| Cessioni | Cessioni                  | Cessioni           | Cessioni       | Cessioni |
| R.       | Nome                      | a                  | Modalità       |          |
| -------- | ------------------------- | ------------------ | -------------- | -------- |
| P        | Emir Adıgüzel             | İTÜ Basket         | fine contratto |          |
| P        | Ömercan İlyasoğlu         | Mega Belgrado      | fine contratto |          |
| P        | Parker Jackson-Cartwright | N.Z. Breakers      | fine contratto |          |
| G        | Allerik Freeman           | Budućnost          | fine contratto |          |
| G        | Isaiah Whitehead          | Ironi Nes Ziona    | fine contratto |          |
| AP       | Michał Sokołowski         | Napoli Basket      | fine contratto |          |
| AP       | Okben Ulubay              | Türk Telekom       | fine contratto |          |
| AG       | Jordan Usher              | Perth Wildcats     | fine contratto |          |
| AG       | Burak Can Yıldızlı        | Anadolu Efes       | fine contratto |          |
| AC       | Yiğit Onan                | Gaziantep BŞB      | fine contratto |          |
| AC       | Efe Tahmaz                | La Salle Explorers | fine contratto |          |
| C        | Egemen Güven              | Bahçeşehir Koleji  | fine contratto |          |
| C        | Furkan Haltalı            | Karşıyaka          | fine contratto |          |
| C        | David McCormack           | Darüşşafaka        | fine contratto |          |

### Dopo l'inizio della stagione
| Acquisti | Acquisti        | Acquisti     | Acquisti        | Acquisti   |
| R.       | Nome            | da           | Data            | Modalità   |
| -------- | --------------- | ------------ | --------------- | ---------- |
| G        | Kyle Allman     | Darüşşafaka  | 1 novembre 2023 | svincolato |
| C        | Marko Simonović | Stella Rossa | 3 gennaio 2024  | prestitto  |

| Cessioni | Cessioni        | Cessioni          | Cessioni        | Cessioni    |
| R.       | Nome            | a                 | Data            | Modalità    |
| -------- | --------------- | ----------------- | --------------- | ----------- |
| A        | Leyton Hammonds | Digione           | 7 gennaio 2024  | rescissione |
| AP       | Egehan Arna     | Bahçeşehir Koleji | 18 gennaio 2024 | rescissione |